# Cave de la fontaine aux mille amphores
Pour les articles homonymes, voir Fontaine aux mille amphores.
La Cave de la fontaine aux mille amphores est une cave vinicole située à Mégrine en Tunisie.

## Localisation
La cave est située dans le gouvernorat de Ben Arous, sur le territoire de la municipalité de Mégrine, une banlieue au sud de Tunis. Elle jouxte le château de Mégrine.

## Historique
La cave coopérative de Mégrine,, est fondée en 1926 par les attributaires des lots suburbains du lotissement de Mégrine, avec adhésion obligatoire, afin de vinifier et de vendre en commun les produits du vignoble des adhérents. Elle utilise la cave du domaine de Mégrine, qui vient alors d'être alloti.
Elle fait partie du réseau de l'Union centrale des coopératives viticoles (Les Vignerons de Carthage).
La Cave de la fontaine aux mille amphores est l'une des étapes de la route des vins en Tunisie,,.

## Produits
La cave est un lieu d’élevage et de vieillissement des vins de garde. Elle se spécialise dans l’élevage en barrique, en bouteilles ou en cuves béton revêtues en inox à l’intérieur.
Les produits de cette cave sont présentés à l'occasion d'expositions internationales,, et ont obtenu plusieurs récompenses,,,.